# Vinec (Rogaška Slatina, Slovenija)
Vinec je naselje u slovenskoj Općini Rogaškoj Slatini. Vinec se nalazi u pokrajini Štajerskoj i statističkoj regiji Savinjskoj. 

## Stanovništvo
Prema popisu stanovništva iz 2002. godine naselje je imalo 23 stanovnika.